# Karabinský vrch
Karabinský vrch je kopec o nadmořské výšce 440 m nacházející se asi 1 km západně od centra obce Ptice, v okrese okrese Praha-západ.
Karabinský vrch nachází v gemorfologickém celku Křivoklátská vrchovina, v podcelku Zbirožská vrchovina.

## Tězba železné rudy
V oblasti Karabinského vrchu se od středověku těžila železná ruda, nachází se zde např. Vojtěšská štola, směrem k obci Ptice se nacházel důl Svárov, nazývaný též Ptický důl.

### Dolové míry
- Josef I.-III.
- Rosina I.-IV.
- Theodor
- Johan Taufer
- Anna I.-IV.